# Крістіансфелд
Крістіансфельд — місто в муніципалітеті Колдінг у Південній Ютландії в Південній Данії. 
Населення становить 3008 осіб (станом на 1 січня 2021 року). 
Місто було засноване в 1773 році Моравською церквою і назване на честь данського короля Крістіана VII. 
З липня 2015 року воно є об'єктом Всесвітньої спадщини ЮНЕСКО, що підкреслює його статус найкращого збереженого зразка містобудування та архітектури Моравської церкви.

## Опис
Місто було побудоване навколо центральної церковної площі, обмеженої двома паралельними вулицями, що йдуть зі сходу на захід. Безпосередньо навколо площі були побудовані зал, сестринський будинок, пожежна, намісництво, колишній будинок настоятеля, а вздовж паралельних вулиць — магазини, сімейні резиденції, готель, школа. Багато житлових будинків є комунальними, що було типовим для моравських поселень, і використовувалися вдовами, неодруженими жінками та чоловіками громади.
Архітектура Крістіансфельда однорідна, переважають одно- або двоповерхові будівлі з жовтої цегли та червоночерепичних дахів. Багато будівель у Крістіансфельді зберегли своє оригінальне використання.

## Історія
Більша частина Крістіансфельда була побудована в 1773–1800 роках відповідно до плану міста, який створено відповідно до планів ранніх моравських поселень Хернхааг і Гнадау. 
Щоб заохотити будівництво, король Крістіан VII пообіцяв для міста десять років податкових канікул і заплатив 10% вартості будівництва нових будинків.
До 1779 року населення міста досягло 279 осіб, а до 1782 року — близько 400 жителів. Це було одне з багатьох міст Шлезвіга, офіційно названих ринковим містечком (flække).
У 1864 році Крістіансфельд і решта Шлезвіга були передані Пруссії в результаті поразки Данії у Другій Шлезвізькій війні.
Він залишався у складі Німеччини до 1920 року, коли в рамках плебісциту, передбаченого Версальським договором, Північний Шлезвіг проголосував за повернення Данії. 
Після возз’єднання моравська церква втратила частину прав, отриманих при заснуванні міста у XVIII столітті. Вона більше не мала можливості обирати керівництво міста. Це відкрило шлях для того, що був обраний мер, який не був членом церкви в 1920 році. В цей самий час церква також продала свої школи через зменшення кількості членів її конгрегації.
З 1970 по 2007 рік місто було адміністративним центром муніципалітету Крістіансфельд, але втратило цей статус і було віднесено до муніципалітету Колдінг в рамках муніципальної реформи 2007 року (Kommunalreformen 2007).

## Сьогодення
Сьогодні місто є туристичною визначною пам’яткою: стара частина міста, Моравська церква з її світлою, простою та вражаючою залою та особливим цвинтарем щороку приваблюють тисячі туристів. 
Його добре збережена архітектура є однією з причин, чому він був номінований як об’єкт Всесвітньої спадщини ЮНЕСКО у 1993 році  Остаточно внесений до основного списку 4 липня 2015 року 
Місто славиться своїми медовими тортами. Їх випікають за секретним рецептом 1783 року. До 2008 року торти випікали в оригінальній пекарні XVIII-го століття, яку потім реконструювали через нові національні санітарні норми, але все ще використовують оригінальні рецепти.

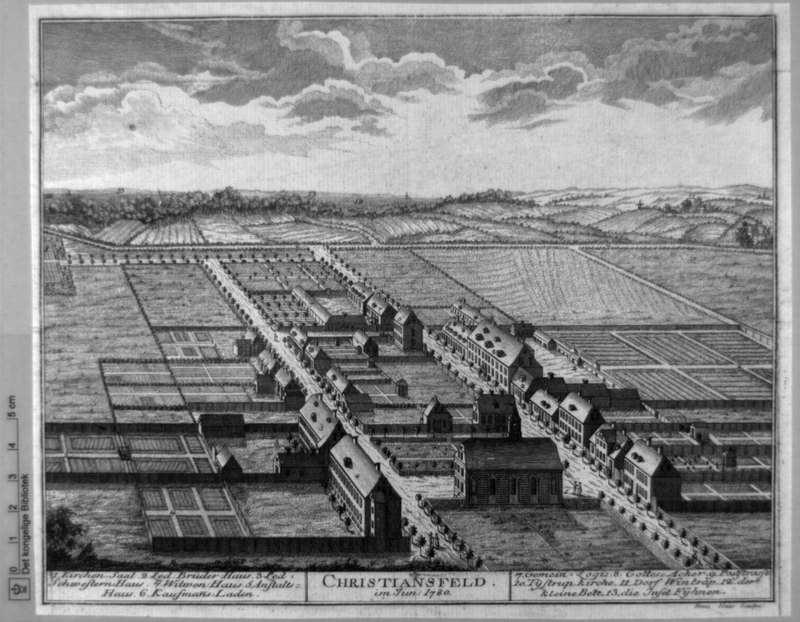
Крістіансфельд 1780
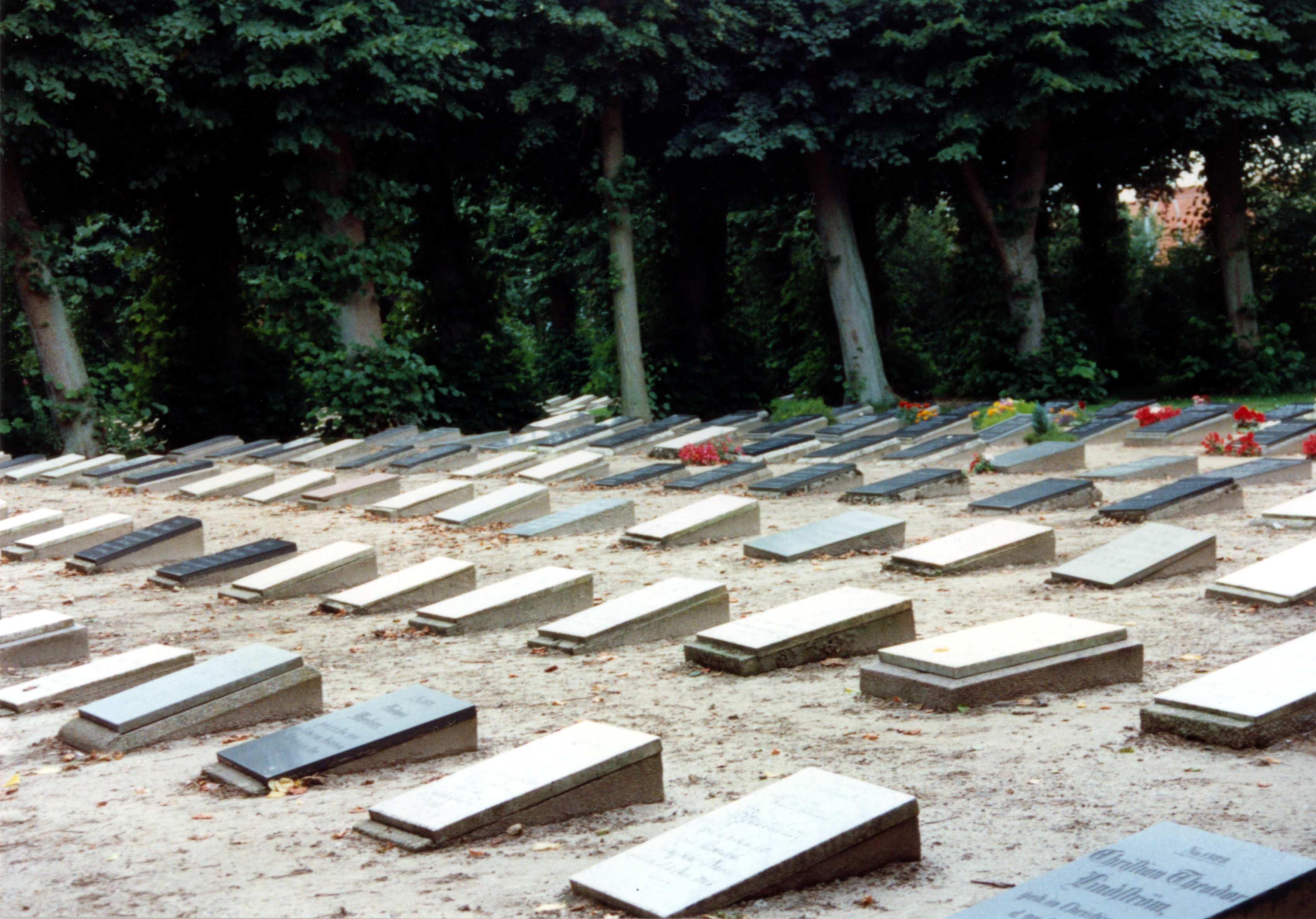
Церковний цвинтар
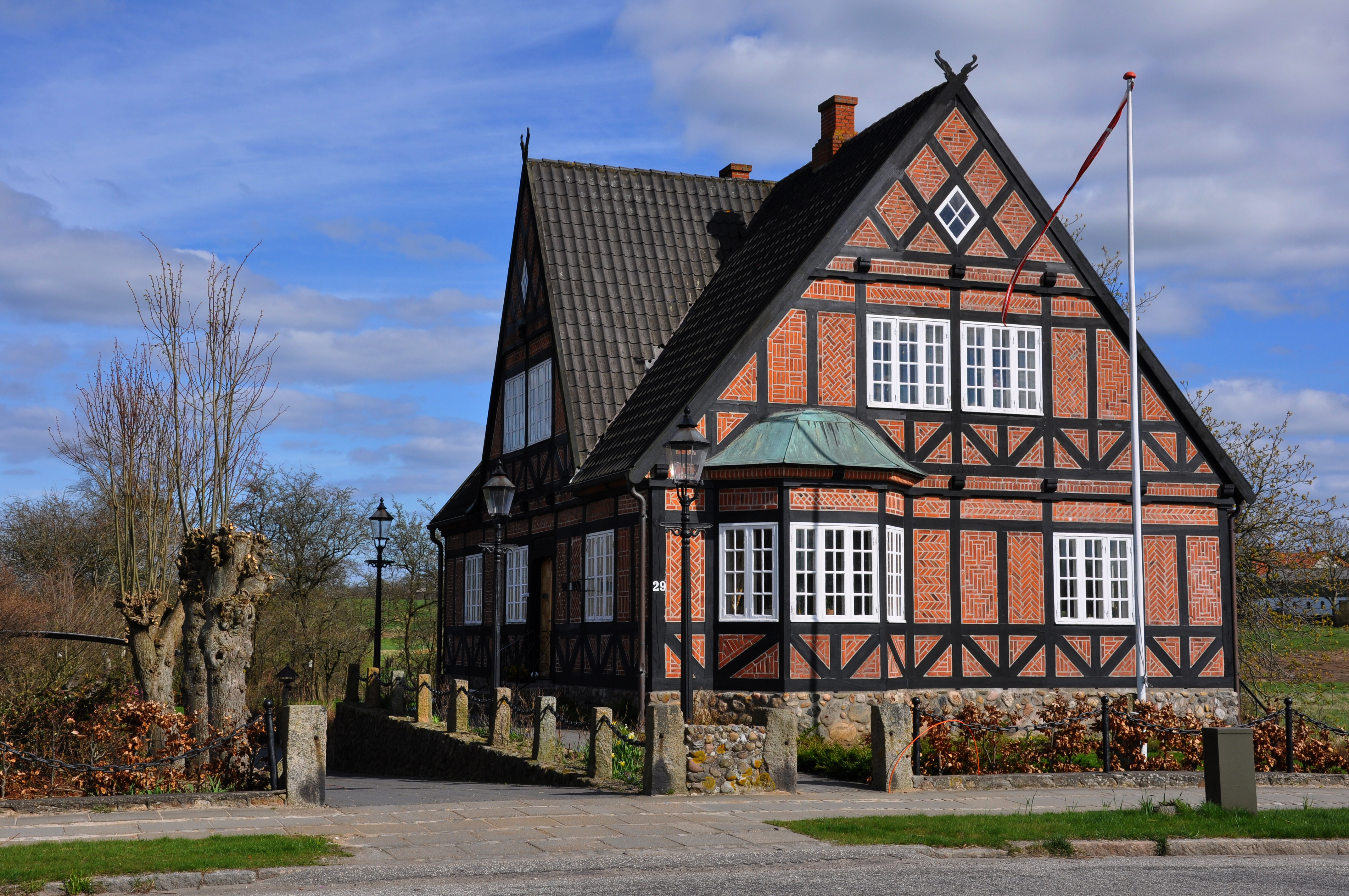
Будинок у Крістіансфельді

## Відомі люди

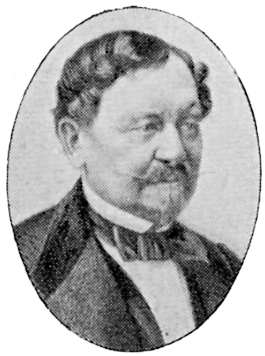
Карл Фредрік Кьорбо, 1901 рік

- Крістіан Давід Гебауер (1777–1831), данський художник-живописець німецького походження, який виріс у Крістіансфельді.
- Карл Фредрік Кьорбо (1799, Крістіансфельд - 1876), шведський художник данського походження, малював тварин.
- Йоганн Крістіан Гебауер (1808–1884), данський композитор, органіст і теоретик музики, вихований у Крістіансфельді.
- Камілла Коллетт (1813–1895), норвезька письменниця, можливо, перша норвезька феміністка, ходила до школи в Крістіансфельді.
- Самуель Кляйншмідт (1814 у Гренландії – 1886), німецький/данський місіонер, учитель у Крістіансфельді у 1837–1841 роках.
- Теодор Брорсен (1819–1895), данський астроном, відкрив п’ять комет; навчався у Крістіансфельді.
- Карл Бок (1849–1932), норвезький урядовець, письменник, натураліст і дослідник; навчався у Крістіансфельді.
- Ганс Лундінг (1899 р. у Степпінгу, поблизу Крістіансфельда – 1984 р.), військовий офіцер, керівник об’єднаної армійської та морської розвідки; також бронзовий призер літніх Олімпійських ігор 1936 року.
- Хенрік Тофт (народився 1981 року, Крістіансфельд), данський професійний футболіст, який зараз грає за  Колдінг БК.
- Майя Олесен (1991 р. у Крістіансфелді), учасниця від Данії [8] на Міс Світу 2011 [9]